# Kakofobie
Kakofobie (z řeckého slova "kakós" a "phóbos"), někdy psáno i jako cacofobie, je iracionální strach z ošklivosti. Strach je doprovázen úzkostí, pokud se postižení kakofobií setkají s objektem, který považují za ošklivý. To, co člověk považuje za ošklivé či naopak atraktivní, je velice subjektivní a jednotlivé příznaky se kvůli tomu liší. 

## Popis

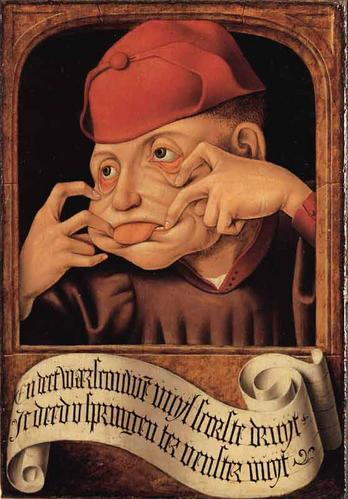

Na rozdíl od fobií jako je selachofobie, akrofobie nebo arachnofobie, kde se jedná o strach z konkrétní věci, nejde v kakofobii zásluhou subjektivního smýšlení určit shodnou fobickou situaci. Proto může například jeden člověk trpící kakofobií považovat nějaký objekt za zrůdný a nepříjemný, zatímco u druhého člověka se stejnou poruchou tento objekt žádnou úzkost nevyvolá. Pouhé pomyšlení na subjektivní fobickou situaci u nich však může zapříčinit okamžité znechucení a zpravidla zmíněnou úzkost. Při intenzivní úzkosti může dojít i k hospitalizaci postiženého.
Charakteristickým znakem u takových lidí bývá hodnocení druhých a silná sebekritika, která při dlouhodobém trvání stojí za zrodem deprese.
Pesimistická nebo kritická osoba neznačí ihned postiženého kakofobií. Příčinou vzniku kakofobie, podobně jako u jiných úzkostných poruch, může být mimo jiné genetika a prostředí.

## Příznaky
Postižený si uvědomuje, že ošklivost je subjektivní. Přesto není schopen kontrolovat hlubokou úzkost a nechuť k věcem, které jsou “ošklivé” svou vůlí. Kakofobie je považována za záludnou duševní poruchu z důvodu snižování sebevědomí svého i druhých, což může mimo jiné vést i k narušení sociálních vztahů a nejistotě v sobě samých.
Příznaky se začnou projevovat při kontaktu s faktorem vyvolávajícím úzkost, v pomyšlení na situaci či při pohledu na situaci nebo objekt. Příznaky lze rozdělit na psychické a fyzické.

### Psychické příznaky
- úzkost
- znechucení
- napětí, neklid
- neschopnost vyrovnat se se silnými emocemi
- sebekritika
- kritika druhých
- nízké sebevědomí

### Fyzické příznaky
- chvění se
- pocení
- sucho v ústech
- nevolnost (nauzea)
- bolest hlavy
- závrať
- červenání
- bušení srdce, zrychlený puls

## Příčiny
Nejsou žádné známé přímé příčiny vzniku. Nicméně genetika a vnější prostředí mohou hrát významnou roli. Například pokud někdo z rodiny trpí mentální poruchou, existuje reálně větší šance zrodu nějaké fobie. Pokud by takové genetické predispozice osoba měla, stačilo by pro vznik kakofobie projít traumatickým zážitkem.

## Léčba
Specifický způsob léčby kakofobie neexistuje. Strach z ošklivosti může být léčen kteroukoli z obecných metod, které se používají pro specifické fobie, jako např. expozice pod dohledem psychoterapeuta, kdy se pacient vystaví subjektivní fobické situaci, která v něm vyvolá intenzivní úzkost. Cílem je s pomocí této nepříjemné situace po čase zapříčinit pokles množství a intenzity úzkosti pacienta. 